# Procedursmärta
Procedursmärta är benämningen på den upplevelse som barn och ungdomar har vid en mängd procedurer inom vården som de upplever som smärtsamma, skrämmande och/eller obehagliga, och med procedursmärta menas således de negativa känsloupplevelser som barn utsätts för under olika sjukvårdsprocedurer. Vuxna har förmågan att tolerera smärtsamma procedurer som en del av deras behandling, men barn befinner sig däremot på en utvecklingsnivå där de inte kan sätta smärtan i ett logiskt sammanhang och därmed inte heller förstå att smärtan är ofarlig.  Procedurerna rör sig främst om nålrelaterade sådana, såsom blodprovtagning och vaccinationer. Procedurerna kan för många barn innebära en traumatisk upplevelse..
Att använda sig av lokalbedövning i form av så kallad EMLA-salva är den vanligaste metoden för att lindra procedursmärta. Att "avleda" barnet (att någon annan person än den som utför den smärtsamma proceduren avleder barnets uppmärksamhet, genom sensorisk stimulering, till något annat än själva proceduren) kan också tillämpas.  Det kan till exempel röra sig om att sjunga sånger, läsa sagor, blåsa såpbubblor eller bara tala lugnt med barnet, så att dennes uppmärksamhet riktas på något annat än den förestående proceduren.